# Protea sulphurea
Protea sulphurea är en tvåhjärtbladig växtart som beskrevs av Henry Phillips. Protea sulphurea ingår i släktet Protea och familjen Proteaceae. Inga underarter finns listade i Catalogue of Life.